# UDF 542
UDF 542とは、地球から見てろ座の方向に80億光年離れた位置にある銀河である。
UDF 542は、ハッブル・ウルトラ・ディープ・フィールド内にあり、見かけの位置が近いUDF 423と見かけの直径がほぼ同じである。しかし、UDF 423は渦巻き構造が良くわかる銀河であるのに対し、UDF 542はほぼ真横から見る形となっている。また、見かけの直径が同じと言っても、UDF 542はUDF 423より1.4倍も遠いため、UDF 542はUDF 423より大きいと考えられる。